# Meet Me in St. Louis
Meet Me in St. Louis (bra: Agora Seremos Felizes; prt: Não Há Como a Nossa Casa) é um filme musical natalino americano de 1944 produzido pela Metro-Goldwyn-Mayer. Dividido em uma série de cenas com sequências sazonais, começando no verão de 1903, ele relata a história de um ano na vida da família Smith em St. Louis que antecedeu a abertura da Exposição Universal de 1904 durante a primavera. O longa-metragem é estrelado por Judy Garland, Margaret O'Brien, Mary Astor, Lucille Bremer, Tom Drake, Leon Ames, Marjorie Main, June Lockhart e Joan Carroll. Sendo uma adaptação feita por Irving Brecher e Fred F. Finklehoffe de uma série de contos de Sally Benson originalmente publicados na revista The New Yorker chamada "The Kensington Stories", e mais tarde em formato de romance sob o título de Meet Me in St. Louis. O filme foi dirigido por Vincente Minnelli, que conheceu Garland no set e mais tarde se casaram. O designer vencedor do Tony Award, Lemuel Ayers, participou como diretor de arte.
Após seu lançamento, Meet Me in St. Louis foi um sucesso de crítica e comercial, tornando-se o segundo filme de maior bilheteria de 1944, atrás apenas de Going My Way. Atualmente o longa-metragem é visto como um dos melhores musicais e filmes natalinos de todos os tempos. As canções "The Trolley Song", "Have Yourself a Merry Little Christmas" e "The Boy Next Door" viraram clássicos da música estadunidense sendo regravadas por vários artistas.

## Sinopse
O filme centra sua ação em uma família de St. Louis, os Smiths,  formada pelo pai, mãe, um filho, quatro filhas e o avô, além da empregada, quase uma pessoa da família. Rose, a mais velha, aguarda que Warren, um pretendente de muito tempo, a peça em casamento. A outra filha, Esther, está apaixonada pelo rapaz da casa ao lado, John Truett, apesar de nunca terem conversado. Tudo isso às vésperas da Exposição Universal de Saint Louis de 1904.
Uma festa na casa dos Smiths aproxima Esther de John e um passeio de trólebus completa a aproximação.
No entanto, na noite do Dia das Bruxas, a filha mais nova dos Smiths, Tootie, volta para casa aos prantos, suja e machucada, alegando ter sido empurrada por John Truett, a caminho de casa. Esther vai até a casa do moço, tirar satisfações, e o agride. Ao voltar para casa descobre que tudo não passou de uma grande brincadeira feita pela menina, que jogou um boneco, junto com a irmã Agnes, sobre os trilhos do tróleibus, causando uma grande confusão. O rapaz apenas a havia ajudado a "fugir da cena do crime". Esther vai pedir desculpas a John e os dois começam a namorar.
O pai chega com um presente para a mulher e boas notícias: fora transferido para Nova York e a família toda teria que se mudar para lá na época do Natal. A notícia, ao invés de alegrar a todos (como o pai previra), cai como uma bomba e deixa todos chocados.
Quando chega o Natal, os filhos mais velhos Lon, Esther e Rose discutem sobre o grande baile de Natal que acontecerá durante a noite e que será o último evento de que participarão, antes de ir para Nova York. Já quase na hora do baile, Esther fica sabendo que John não irá; o jogo de basquete acabou muito tarde e ele não chegou a tempo de pegar seu smoking no alfaiate.
Esther vai ao baile tendo por par seu avô mas, no meio da festa, John chega todo arrumado, para surpresa de Esther.
Ao voltar para casa, Esther sobe a escada e encontra Tootie sentada à janela do quarto que divide com a irmã Agnes. Ela está esperando pelo Papai Noel, olhando toda a família de bonecos de neve que ela e os irmãos haviam feito no jardim de casa. É quando Esther canta "Have Yourself a Merry Little Christmas" para ela. O clímax da cena acontece quando Tootie, apavorada com a mudança completa que está para acontecer em sua vida, corre para o jardim e destrói os bonecos a pauladas. Ao ver isso, o pai decide que a família não mais vai se mudar de St. Louis e permanecerá ali, onde é feliz. O filme acaba com a família entrando na abertura da Exposição de 1904.

## Elenco
| Ator/Atriz           | Personagem               |
| -------------------- | ------------------------ |
| Judy Garland         | Esther Smith             |
| Margaret O'Brien     | 'Tootie' Smith           |
| Mary Astor           | Mrs. Anna Smith          |
| Lucille Bremer       | Rose Smith               |
| Tom Drake            | John Truett              |
| Marjorie Main        | Katie (a empregada)      |
| Leon Ames            | Mr. Alonzo Smith         |
| Harry Davenport      | Vovô                     |
| June Lockhart        | Lucille Ballard          |
| Henry H. Daniels Jr. | Alonzo 'Lon' Smith Jr.   |
| Joan Carroll         | Agnes Smith              |
| Hugh Marlowe         | Coronel Darly            |
| Robert Sully         | Warren Sheffield         |
| Chill Wills          | Mr. Neely (o sorveteiro) |
| Dorothy Tuttle       | Garota no carrinho       |

## Produção
O filme é baseado em "The Kensington Stories", uma série de histórias familiares melodramáticas de Sally Benson publicadas na The New Yorker em 1942 e mais tarde em formato de romance com o título de Meet Me in St. Louis. Pouco tempo depois do lançamento, o produtor Arthur Freed que havia obtido sucesso anterior com Judy Garland em outros musicais da MGM, convenceu o chefe do estúdio Louis B. Mayer a comprar os direitos autorais da obra por US$ 25.000, e Benson também foi contratada para trabalhar na adaptação cinematográfica de seu livro. A ideia para o longa-metragem também foi inspirada em Life with Father, uma adaptação teatral do livro homônimo de temática familiar e nostálgica que estava em cartaz na Broadway com grande sucesso e aclamação desde 1939.
Enquanto Freed e seus escritores desenvolviam o roteiro, o diretor Vincente Minnelli preparou o designer do filme. Minnelli trabalhou com Lemuel Ayers no design do cenário e com a direção de arte feita por E. Preston Ames para capturar a qualidade evocativa das pinturas de Thomas Eakins, um artista e ilustrador popular na época em que o enredo se passa. Os figurinos foram escolhidos pela Irene Sharaff.
Uma equipe de seis escritores se juntou com Benson para capturar a essência de suas histórias, incluindo Doris Gilbert, que já havia trabalhado com ela anteriormente. Freed contratou a dupla de roteirista, Victor Heerman e Sarah Y. Mason, em meados de 1942 para adicionar um elemento de intriga ao enredo. Eles introduziram uma trama de chantagem envolvendo Esther Smith, que o produtor achou inapropriada, então ele encarregou o escritor William Ludwig, um especialista em romances para o público adolescente, de cortar a trama de chantagem e tecer histórias de namoro. Em fevereiro de 1943, Freed estava satisfeito com o roteiro de Ludwig e distribuiu cópias pela MGM e para os principais membros do elenco. No entanto, Garland estava insatisfeita com a história, sentindo que seu enredo era fraco e sua personagem muito juvenil. Mayer concordou, e Freed trouxe uma dupla de escritores para revisar o roteiro de Ludwig, que adicionou o enredo da mudança iminente da família para Nova York. Freed gostou das mudanças, mas Garland permaneceu insatisfeita.
Arthur Freed entrou em conflito com Joseph L. Mankiewicz pois ele queria Garland para estrelar The Pirate (1948) e isto quase fez com que Meet Me in St. Louis fosse adiado indefinidamente. A situação foi resolvida quando Mankiewicz deixou a MGM para ir para a Fox, e o projeto de Freed recebeu sinal verde com um orçamento preliminar de US$ 1.395.000 e planos para começar a produção no início de outubro de 1943. No entanto, a produção foi adiada devido a problemas de estúdio e à agenda lotada da Technicolor Inc., e o projeto finalmente entrou em produção em 7 de dezembro de 1943, com as filmagens programadas para 58 dias e um orçamento que havia aumentado para US$ 1.500.000. Quase metade do orçamento do filme foi dedicada a sets (US$ 497.000) e música (US$ 234.000). Os custos de história e continuidade ultrapassaram US$ 132.000 devido às inúmeras reescritas. Garland recebeu US$ 2.500 por semana, Margaret O'Brien US$ 250 por 7 dias e Minnelli US$ 1.000 por semana durante a produção do filme.
Judy Garland, infeliz com o roteiro e insegura de seu desempenho no papel principal, também sofreu graves problemas emocionais, um vício agudo em anfetaminas e enxaquecas frequentes. Relatórios de produção mostram que ela interrompia a gravação com ataques de histeria, atrasos habituais e ausências ocasionais, perdendo uma semana inteira de filmagens porque alegou estar sofrendo de uma infecção no ouvido. A atriz também se opôs à pesada agenda de ensaios e sessões de pré-gravação de Minnelli nos meses anteriores às filmagens, mas o diretor conquistou sua confiança e os dois se tornaram amantes, tendo relações sexuais na época da pós-produção do filme e se casando logo após seu lançamento.
Atrasos na produção também foram causados por doenças sofridas por O'Brien, Mary Astor (pneumonia) e Joan Carroll (apendicite), mas Minnelli utilizou os atrasos para se preparar as cenas mais exigentes e importantes de O'Brien. Fortes chuvas e inundações na região de Los Angeles causaram mais atrasos nas filmagens externas. As filmagens começaram em 1º de dezembro de 1943 e foram concluídas em 7 de abril de 1944, atrasadas e com um orçamento final próximo a US$ 1,8 milhão. O primeiro corte bruto ultrapassou duas horas de duração, então os roteiristas sugeriram edições que reduziram pra 113 minutos para suas exibições de pré-estreia no verão de 1944. A MGM, encorajada por prévias de público extremamente positivas, segurou o lançamento do filme para a temporada de Natal.
A ideia de Minnelli de introduzir cada segmento das estações com uma ilustração de cartão de felicitações que se dissolve foi provavelmente influenciada por uma técnica semelhante usada por Orson Welles em The Magnificent Ambersons (1942). Para fazer Margaret O'Brien chorar durante a sequência de "Have Yourself a Merry Little Christmas", Vincente Minnelli afirmou que, a conselho da mãe da jovem atriz, recorreu a ameaçar o seu pequeno cão, fazendo com que a jovem derramasse uma torrente de lágrimas.

## Trilha sonora
Algumas das canções do filme são de por volta da época da Exposição de St. Louis. Outras foram escritas especialmente para o filme.
- "Meet Me in St. Louis, Louis" Kerry Mills e Andrew B. Sterling, 1904
- "The Boy Next Door", Hugh Martin e Ralph Blane, 1944, cantada por Judy Garland.
- "Skip to my Lou", tradicional, com enxertos de "Yankee Doodle", 1944
- "I was drunk last night, dear Mother", cantada por Margaret O'Brien.
- "Under the Bamboo Tree", letra e música de Robert Cole e The Johnson Bros., 1902, cantada por Margaret O'Brien e Judy Garland
- "Over the Banister leans a face, tenderly sweet and beguiling", Conrad Salinger e Roger Edens, 1944, cantada por Judy Garland.
- "The Trolley Song", Hugh Martin e Ralph Blane, 1944, cantada por Judy Garland e coro.
- "You and I", Nacio Herb Brown e Arthur Freed, cantada por Arthur Freed and D. Markas e dublada pelos atores.
- "Home! Sweet Home!", (Instrumental), Henry Bishop, 1823/1852.
- "Auld Lang Syne", (Instrumental)
- "The First Noel", (Instrumental)
- "Have Yourself a Merry Little Christmas", Hugh Martin e Ralph Blane, 1944, cantada por Judy Garland.

## Lançamento
A estreia foi realizada em St. Louis em 22 de novembro de 1944 e no Astor Theatre de Nova York uma semana depois.

### Mídia doméstica
Meet Me in St. Louis teve vários lançamentos em mídia doméstica ao longo das décadas. O filme foi lançado pela primeira vez em VHS e LaserDisc pela MGM/UA Home Video em 1989, oferecendo uma melhor qualidade de áudio e imagem aprimorada no lançamento em LaserDisc em comparação ao VHS.
Em 2004, a Warner Home Video lançou um conjunto de DVDs com dois discos para celebrar o 60º aniversário do longa-metragem. Esta edição continha uma versão restaurada do filme, juntamente com comentários em áudio, cenas de bastidores e complementos. Uma nova digitalização em Blu-ray foi divulgada em 2011 pelo mesmo estúdio que continha os recursos extras do DVD de 2004. Em 2023, a Warner Archive Collection publicou uma versão atualizada em Blu-ray, aprimorando ainda mais a qualidade de imagem e som para os padrões modernos.

## Recepção
Lançado em 1944, Meet Me in St. Louis foi um sucesso de crítica e público. Durante seu lançamento inicial nos cinemas, arrecadou a então impressionante quantia de US$ 5.016.000 nos Estados Unidos e Canadá, e US$ 1.550.000 em outros lugares, resultando em um lucro de US$ 2.359.000. Em uma crítica contemporânea para o The New York Times, o crítico Bosley Crowther chamou o filme de "caloroso e cativante" e escreveu: "Que aqueles que gostam de uma alegria familiar inocente com a fragrância de pétalas de rosas secas e que se encantaram com as rapsódias femininas façam uma caminhada até o cinema. Pois há mel para ser encontrado lá dentro, [...] Nas palavras de um dos cavalheiros, é um filme com cheiro de gengibre e pêssego". A revista Time chamou Meet Me in St. Louis de "um dos filmes mais bonitos do ano" e observou: " O Technicolor raramente foi usado com mais carinho do que em seus registros dos mognos sóbrios, musselinas delicadas e lampiões a gás benignos da época retratada. De vez em quando, também, o filme vai muito além do charme de um mero quadro para vôos curtos no empíreo da genuína poesia doméstica. Esses triunfos são creditados principalmente à intensidade e graça de Margaret O'Brien e à capacidade do diretor Minnelli de extrair o melhor dela". Escrevendo no The New Yorker, Wolcott Gibbs elogiou o longa-metragem como "extremamente atraente" e chamou o diálogo de "engraçado em um sentido bastante raro nos filmes", embora achasse que a duração era muito longa.
O longa-metragem possui uma classificação de 99% "fresco" no site de agregação de críticas Rotten Tomatoes, com base em 81 avaliações, com uma pontuação média de 8,70/10. O consenso dos críticos do website para o filme é: "Um musical de uma doçura irresistível, liderado por atuações excepcionais de Judy Garland e Margaret O'Brien, Meet Me in St. Louis oferece um deleite natalino para todas as idades". No Metacritic, Meet Me in St. Louis tem 94 pontos, em uma escala de 0 a 100, com base em 18 análises ganhando um certificado de "aclamação universal".

## Principais prêmios e indicações
| Prêmio                                      | Categoria                             | Indicado(s)                                                                              | Resultado | Ref.   |
| ------------------------------------------- | ------------------------------------- | ---------------------------------------------------------------------------------------- | --------- | ------ |
| Oscar                                       | melhor roteiro adaptado               | Irving Brecher e Fred F. Finklehoffe                                                     | Indicado  | [ 28 ] |
| Oscar                                       | melhor fotografia – Colorida          | George J. Folsey                                                                         | Indicado  | [ 28 ] |
| Oscar                                       | melhor banda sonora                   | Georgie Stoll                                                                            | Indicado  | [ 28 ] |
| Oscar                                       | melhor canção original                | "The Trolley Song" Composição de Ralph Blane e Hugh Martin                               | Indicado  | [ 28 ] |
| Oscar                                       | melhor atriz juvenil                  | Margaret O'Brien                                                                         | Venceu    | [ 28 ] |
| ASCAP Film and Television Music Awards      | Most Performed Feature Film Standards | "Have Yourself a Merry Little Christmas" Music and Lyrics by Ralph Blane and Hugh Martin | Venceu    |        |
| National Board of Review Awards             | Top Ten Films                         | Top Ten Films                                                                            | 7° lugar  | [ 29 ] |
| National Board of Review Awards             | Melhor atriz                          | Margaret O'Brien                                                                         | Venceu    | [ 29 ] |
| National Film Preservation Board            | National Film Registry                | National Film Registry                                                                   | eleito    | [ 30 ] |
| Online Film & Television Association Awards | Hall da Fama do cinema: filmes        | Hall da Fama do cinema: filmes                                                           | eleito    | [ 31 ] |
| Online Film & Television Association Awards | Hall da Fama do cinema: canções       | "Have Yourself a Merry Little Christmas"                                                 | eleito    | [ 32 ] |
| Photoplay Awards                            | Hall da Fama: Filme                   | Hall da Fama: Filme                                                                      | Indicado  |        |
| Picturegoer Awards                          | Melhor atriz                          | Judy Garland                                                                             | Indicado  |        |
| Satellite Awards                            | Melhor Dvd juvenil                    | Melhor Dvd juvenil                                                                       | Indicado  | [ 33 ] |

## Legado
Meet Me in St. Louis estabeleceu um padrão para os futuros musicais de Minnelli: orçamentos superiores a US$ 1 milhão, cronogramas de pré-produção às vezes excedendo um ano inteiro, de filmagem de três a seis meses e fases de pós-produção durando a partir de seis meses ou mais. Sendo então eleito um dos melhores filmes de 1944 e de seu diretor Vicente Minelli. Meet me in St. Louis também é considerado um dos melhores longa-metragens de natal, musical e até em ambos. O diretor Wes Anderson elege o filme com o seu musical e também filme natalino preferido. Em 1992, o longa-metragem foi considerado "culturalmente, historicamente ou esteticamente significativo" pela Biblioteca do Congresso e selecionado para preservação no National Film Registry. O American Film Institute classificou o filme em 10º lugar na lista dos Melhores Musicais da história do cinema. Em 2005, Richard Schickel incluiu o filme na lista dos 100 melhores filmes da Time, dizendo: "Tinha canções maravilhosas [e] uma performance docemente tranquila de Judy Garland [...] Apesar do seu charme nostálgico, Minnelli infundiu a peça com uma escuridão sonhadora, ocasionalmente surreal, e continua sendo, para alguns de nós, o maior dos musicais americanos". A historiadora de cinema Karina Longworth também observou seus elementos fantásticos e surreais, chamando-o de "um filme gótico disfarçado de musical padrão da Metro-Goldwyn-Mayer".
A sua estética influenciou Little Women (1949) e uma das inspirações da Greta Gerwig em seu remake de 2019. A cena dos bonecos de neve do filme foi parodiada no episódio de 16 de dezembro de 2023 do Saturday Night Live, com as comediantes Chloe Troast e Kate McKinnon interpretando as personagens Esther Smith e Tootie Smith, respectivamente. Meet Me in St. Louis foi refilmado em 1959 para a televisão, estrelado por Tab Hunter, Jane Powell, Jeanne Crain, Patty Duke, Walter Pidgeon, Ed Wynn e Myrna Loy com direção de George Schaefer. Em 1966, a televisão produziu outro remake com Shelley Fabares, Celeste Holm, Reta Shaw e Tammy Locke. Foi dirigido por Alan D. Courtney a partir de um roteiro escrito por Sally Benson e foi concebido como um piloto para uma série que não se concretizou, sendo então lançada em DVD em 2011.

### Músicas

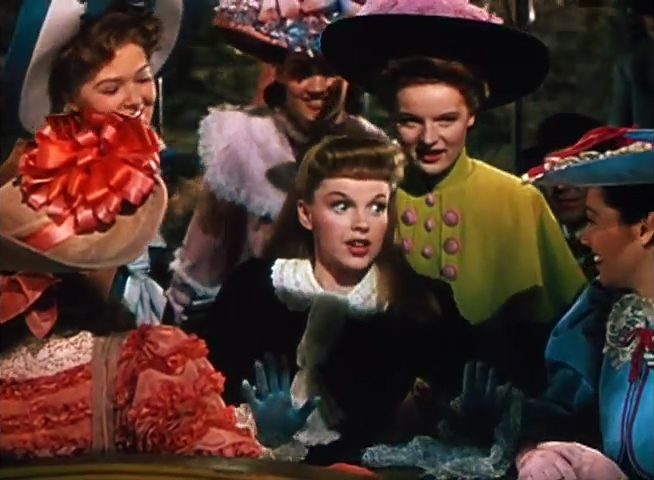
momento em que Judy Garland canta "The Trolley Song" no filme

A cena na qual Judy Garland interpreta "The Trolley Song" tornou-se a cena mais famosa do filme sendo parodiada pelos Simpsons duas vezes. E eleita pela AFI como uma das melhores canções do cinema americano. A música também é bastante referenciada pela comunidade LGBT por causa de sua "atmosfera camp" e pelo status de Garland como ícone gay. "The Boy Next Door" foi elogiada como um exemplo perfeito de como avançar a história e revelar as emoções de um personagem de forma eficiente na tela, acabando por ser regravada por vários artistas.
Enquanto "Have Yourself a Merry Little Christmas" virou a canção do exército americano durante a segunda guerra no ano de 1944. Posteriormente, a música virou um clássico natalino após as alterações na letra interpretada por Frank Sinatra. Atualmente é a terceira canção de natal mais tocadas mundialmente segundo o ASCAP, suas versões mais conhecidas além de Garland e Sinatra são as de Sam Smith, Michael Bublé e a de Mel Tormé que foi incluída em outro clássico longa-metragem de natal; Home Alone (1990). Por seu legado, "Have Yourself a Merry Little Christmas" está também na lista de melhores canções do cinema dos Estados Unidos da AFI.